# Комацо
Комацо (итал. Comazzo) је насеље у Италији у округу Лоди, региону Ломбардија.
Према процени из 2011. у насељу је живело 1369 становника. Насеље се налази на надморској висини од 99 м.

## Становништво
| 1936. | 1951. | 1961. | 1971. | 1981. | 1991. | 2001. | 2011. |
| ----- | ----- | ----- | ----- | ----- | ----- | ----- | ----- |
| 1.212 | 1.382 | 1.176 | 932   | 932   | 1.173 | 1.466 | 2.183 |